# Fendi

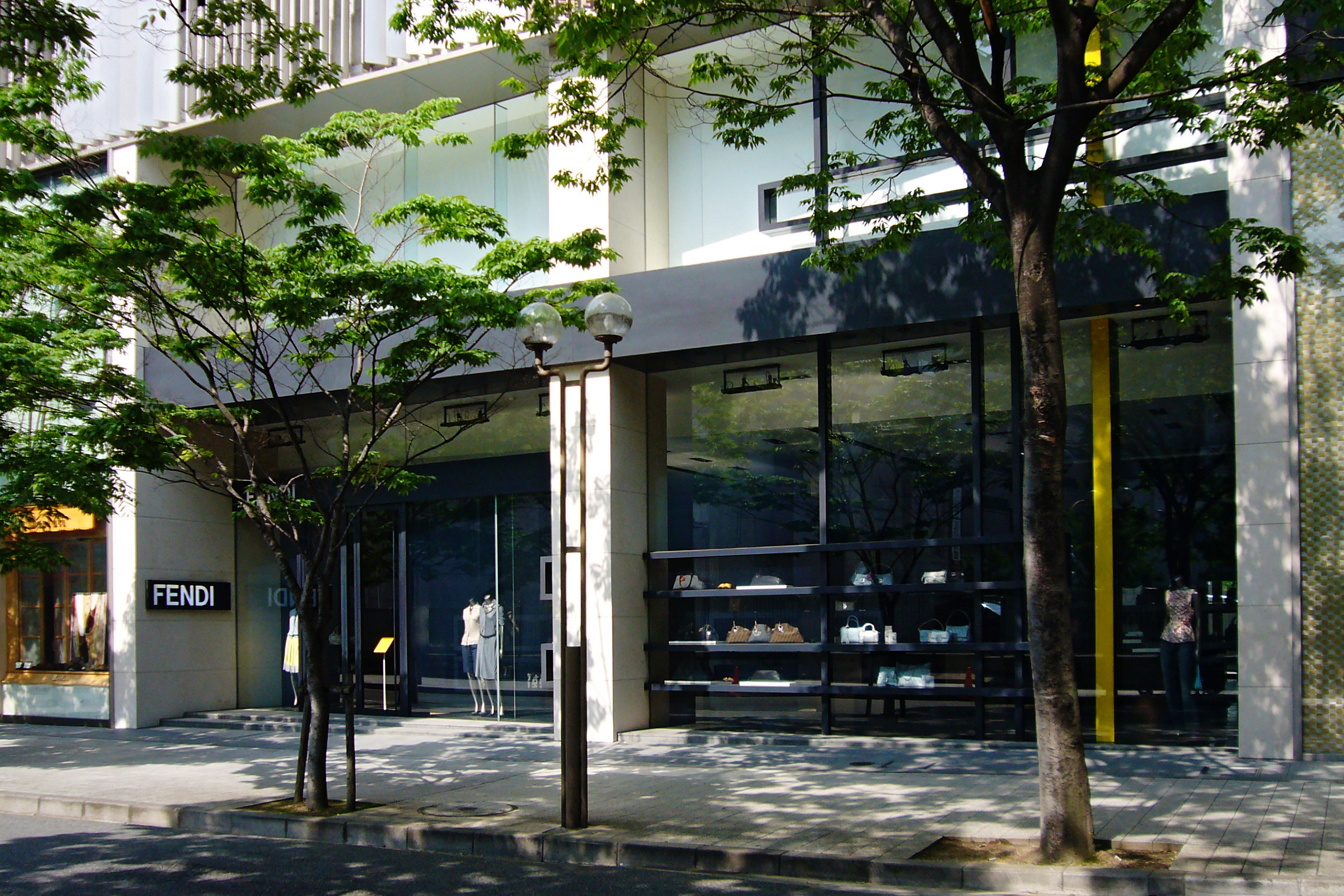
Butik FENDI w Kobe (Japonia)

Fendi (zapis stylizowany: FENDI) – włoski dom mody założony w 1918 roku przez Adele i Edoardo Fendich, znany głównie z produkcji butów, futer, a przede wszystkim torebek. Butiki z jego produktami znajdują się na całym świecie. Obecnie FENDI jest częścią francuskiej grupy Louis Vuitton Moët Hennessy.

## Historia
Dom mody FENDI powstał w 1918 roku, gdy Adele Casagrande otworzyła sklep z futrami i wyrobami ze skóry w centrum Rzymu na Via del Plebiscito. W roku 1925 Adele wyszła za mąż za Edoardo Fendi i wspólnie postanowili zmienić nazwę na FENDI. Interes prosperował bardzo dobrze i już w 1932 roku otworzono nowy sklep na Via Piave.
W roku 1965 zapieczętowano połączenie Fendich z niemieckim projektantem Karlem Lagerfeldem, który zaprojektował logo FF. W 1966 roku FENDI zaprezentował swoją pierwszą kolekcję futer, zaprojektowaną przez Lagerfelda. Kolekcja osiągnęła natychmiastowy sukces wśród zagranicznych kupców. Dzięki Marvinowi Traubowi, który przedstawił towary w Stanach Zjednoczonych, FENDI ma obecnie ogromny butik na Maddison Avenue w Nowym Jorku.
Akcesoria marki można bardzo często dostrzec wśród wielkich gwiazd, a słynne modele torebek cieszą się takim zainteresowaniem, że chętni do ich kupna są wpisani na listę oczekujących nawet do 3 lat.

## Linie
- Fendissime
- Fendi writing instruments
- Fendi watches
- Fendi perfumes
- Fendi eyewear
- Zucca
- Fendi furs
- Fendi casa
- Fendi prêt-à-porter